# 4062 Скіапареллі
4062 Скіапареллі (4062 Schiaparelli) — астероїд головного поясу, відкритий 28 січня 1989 року.
Тіссеранів параметр щодо Юпітера — 3,609.